# Joseph Pinchon
Pour les articles homonymes, voir Pinchon.
Émile Joseph Porphyre Pinchon (1871-1953) est un peintre et un illustrateur français connu pour avoir créé graphiquement le personnage de Bécassine en 1905 dans le journal pour jeunes filles bourgeoises La Semaine de Suzette avec Jacqueline Rivière, directrice du journal.
L’illustrateur signe ses productions de J.P. Pinchon ou JPP. Son atelier se trouve rue Aumont-Thiéville dans le 17e arrondissement. Il meurt le 20 juin 1953 et est inhumé au cimetière Saint-Acheul d’Amiens.

## Biographie

### Famille
Émile Joseph Porphyre Pinchon naît à Amiens dans le département de la Somme, le 17 avril 1871. Sa mère est la fille d’un tanneur de  Noyon dans l’Oise, son père est avoué à la cour d’appel d’Amiens avant de reprendre la tannerie de son beau-père en 1887. Du couple sont nés huit enfants : Paul (1869-1887), Joseph Porphyre (1871-1953), Émile Léon Clément (1872-1933), Madeleine Aimée Thérèse (1879-1882), Jean Michel Stanislas (1883-1916), Pierre Louis Benoît (1883-1952), Philippe (né en 1885), Jacques (né en 1887).
Entre 1876 et 1914, la famille Pinchon réside non loin de Compiègne (Oise), à Clairoix, au « Clos de l’Aronde ». De nos jours, l’ancienne maison familiale accueille la mairie.
Joseph Pinchon et son frère Émile sont tous deux renommés dans leur domaine respectif : Joseph pour son travail graphique et pictural, et Émile pour ses sculptures, notamment celles exposées lors de l’exposition coloniale de Paris en 1931.

### Ses débuts artistiques

#### La peinture et la gravure
Joseph Pinchon réalise des études à Amiens avant de partir à Paris où il obtient son baccalauréat ès Lettres. Après avoir effectué son service militaire, il décide de débuter une formation artistique en 1895 dans l’atelier des peintres Fernand Cormon et d’Albert Besnard où il devient spécialiste de la peinture animalière. Aux années 1897 et 1898, il expose ses tableaux au Salon de la Société des Artistes Français, et l’année suivante, en 1899, il adhère à la Société Nationale des Beaux-Arts.
Des commandes lui sont passées pour la réalisation d’affiches pour des expositions, notamment la 32e exposition canine qui s’est déroulée à l’Orangerie des Tuileries en 1903 ; mais aussi l’exposition coloniale de Marseille en 1906. Lors de cette exposition, un concours est organisé dont le premier prix constitue une bourse de voyage pour les Indes ainsi qu’une médaille d’or, attribuées à Pinchon à l'issue du concours. Le 1er février 1921, il se voit décerner le titre de chevalier de la Légion d’honneur par le Ministère de l’Instruction Publique et des Beaux-Arts pour avoir été « artiste peintre ».  Le prix Gillot-Dard et le prix Deloye lui sont respectivement décernés en 1928 et en 1941, par la Société Nationale des Beaux-Arts. Celle-ci lui octroie en ultime prix, le prix Puvis de Chavannes en 1948. En 1938, il devient président de la section peinture avant d’être promu[Information douteuse] vice-président de cette même section en 1946,.
Joseph Pinchon se forme également à l’exercice de la gravure dont il expose ses travaux dans les salons dès 1902. Deux ans plus tard, il participe à un salon de gravures, puis en 1906, il est présent à une exposition de la Société des peintres-graveurs français. Cela lui permet en 1908 de devenir membre de celle-ci. Ses gravures sont éditées à peu d’exemplaires (entre trente et cinquante) chez les éditeurs Sagot, Le Goupy, et Georges Petit.

#### Les arts de la scène
Entre 1907 et 1910, Joseph Pinchon dessine pour l’Opéra de Paris les costumes nécessaires aux représentations. En 1910, il en devient le directeur des services artistiques jusqu’en 1914,. En 1909, il est fait officier du Nichan Iftikhar et chevalier de Saint-Stanislas. En 1910, il devient chevalier du Cambodge et officier d’académie grâce aux administrateurs de l’Opéra, André Messager et Leimistin Broussan.
Parmi ses créations se trouvent les costumes des spectacles suivants : Hippolyte et Aricie, de Jean-Philippe Rameau (1908) ; Namouna, d’Edouard Lalo (1908) ; Bacchus, de Jules Massenet (1909) ; Javotte, de Camille Saint-Saëns (1909) ; Monna Vanna, d’Henry Février (1909) ; L’Or du Rhin, de Richard Wagner (1909) ; La Damnation de Faust, d’Hector Berlioz (1910) ; La Fête chez Thérèse, de Reynaldo Hahn (1910) ; La Forêt, d’Augustin Savard (1910) ; Le Miracle, de Georges Hüe (1910) ; Salomé, de Richard Strauss (1910) ; Déjanire, de Camille Saint-Saëns (1911) ; Espana, d’Emmanuel Chabrier (1911) ; Gwendoline, du même auteur (1911) ; Roussalka, de Lucien Lambert (1911) ; Siberia, d’Umberto Giordano (1911) ; Roma, de Jules Massenet (1912) ; Suites de danses, de Frédéric Chopin (1913) ; Parsifal, de Richard Wagner (1914) ; Les Huguenots, de Giacomo Meyerbeer (s.d.) ; Rigoletto, de Giuseppe Verdi (s.d.).
Par ailleurs, pour la ville de Compiègne, lors des fêtes populaires de Jeanne d’Arc des années 1909, 1911 et 1913 et bien après la Première Guerre mondiale en 1930 et 1935, Joseph Pinchon dessine les costumes et les bannières nécessaires aux cortèges et aux tournois. En 1911, le peintre réalise pour l’église de Clairoix la peinture murale de Jeanne d’Arc sur le Mont Ganelon.
Après la Première Guerre mondiale, les arts de la scène le séduisant toujours, il réalise un long-métrage en 1919, Mektoub, puis Mon village l’année suivante d’après l’ouvrage de Hansi, Mon Village, ceux qui n’oublient pas, relatant la vie d’une famille alsacienne sur trois périodes : avant 1870, entre 1870 et 1914, puis après 1918.

### Un artiste engagé dans la Première Guerre mondiale
En 1914 débute la Première Guerre mondiale ; le décret de mobilisation générale du 1er août 1914 coupe Joseph Pinchon de ses activités artistiques. Aux premiers mois de 1915, il est affecté au 13e régiment d’artillerie dans les services de camouflage. Il intègre ainsi la toute première section de camouflage sous les ordres de Guirand de Scévola, à ses côtés d'autres artistes de l'époque comme Ronsin, Corbin, Royer et Mouveau, décorateur de théâtre (ce dernier avait travaillé plusieurs années en binôme avec Pinchon pour l'opéra de Paris).
Entre les mois de mai et octobre 1915, Pinchon est chef de secteur pour la section d’Arras-Béthune, avant de partir en Belgique en qualité d’instructeur en camouflage jusqu’en décembre 1916. Il sert en France, en Belgique entre 1915 et 1916, puis en Macédoine dans l’armée d’Orient en tant que « volontaire pour commander le Camouflage [aux Armées d’Orient] auprès des Troupes françaises, anglaises, serbes et grecques » entre 1916 et 1918. Avant son départ pour la Macédoine, il est nommé sous-lieutenant d’infanterie territoriale.
Il est rapatrié en France en octobre 1918, auprès des services de camouflage de la section de Fontainebleau. Les services de Joseph Pinchon lui valent de multiples honneurs comme l’obtention de la croix de guerre (1915) et la nomination de chevalier de Léopold II (1916) puis d’être officier de Saint-Sava (1918).

### L'illustration

#### Le style graphique de l'illustrateur
Le style graphique de Joseph Pinchon vise la plus grande lisibilité à travers une pureté et un réalisme graphique. Il est l’un des précurseurs de la « ligne claire » que l’on retrouve chez les artistes de l’Ecole de Bruxelles de manière générale parmi lesquels Leloup, ou Jacobs. Hergé reconnaît s’être inspiré de Bécassine pour créer son Tintin.

#### Une production destinée à la jeunesse
Joseph Pinchon intervient peu dans la presse adulte, dans laquelle il emploie le pseudonyme de « Jospin » pour signer des histoires satiriques basées sur l’actualité entre les années 1926 et 1929, dans L’Echo de Paris. Sa production la plus fructueuse se concentre dans la presse jeunesse. Dès 1903, il illustre L’Automobile enchantée, sur un scénario fantastique de Willy (de son vrai nom, Henry Gauthier-Villars) dans le journal Saint-Nicolas et son édition populaire : L’Ecolier illustré, puis il illustre dans Le petit journal illustré de la jeunesse dès 1904.
L’année 1905 voit la première parution de La Semaine de Suzette chez l’éditeur Gautier-Languereau. La directrice du journal Jacqueline Rivière élabore un scénario intitulé L’Erreur de Bécassine ; Pinchon invente alors le graphisme du personnage de Bécassine. D’abord domestique picarde, puis gouvernante bretonne, Bécassine (de son véritable nom Annaïk Labornez), est une jeune femme naïve dont les frasques font les joies des lecteurs. Le succès est immédiat, ce ne sont pas moins de 129 planches indépendantes qui paraissent entre 1905 et 1913, période à laquelle Maurice Languereau dit Caumery, devient le scénariste.
Cette même année 1913, les aventures de la naïve domestique voient leur première parution en album de soixante et une planches. Ces vingt-cinq aventures paraissent alors en feuilleton dans La Semaine de Suzette, avant leur parution en album entre 1913 et 1939 (L’Enfance de Bécassine étant le premier à paraître, et Bécassine en roulotte le dernier). Cependant, le départ de Joseph Pinchon pour la Macédoine ne lui permettant pas d’illustrer Bécassine chez les Alliés (1917) et Bécassine mobilisée (1918), ceux-ci sont illustrés par Edouard Zier. Les aventures de Bécassine constituent plus de 1500 planches et La Semaine de Suzette publie les frasques de la Bretonne jusqu’en 1950.
Entre 1920 et 1939, Joseph Pinchon illustre également des histoires en images comme celles de Frimousset et de son chat parlant Houpalariquette pour le supplément de L’Echo de Paris sur les scénarios de Jean Nohain, dit Jaboune. Cette collaboration prend place chaque dimanche à la page des enfants dès le dimanche 31 octobre 1920. Huit albums paraissent aux éditions Férenczi entre 1928 et 1932, deux albums aux éditions Larousse.
Dans l’hebdomadaire jeunesse Benjamin dont il devient le directeur artistique de 1929 à 1939, il rejoint son ami Jean Nohain pour lequel il illustre La Famille Amulette (deux albums parus en 1930 et 1932 aux éditions Plon), relatant les histoires de Grégoire Amulette, directeur d’un institut pour garçons, et les frasques de ceux-ci ; et Grassouillet, un enfant turbulent (six albums édités aux éditions Férenczi, entre 1928 et 1932) entre 1929 et 1944. Dans le même temps, Joseph Pinchon se distingue lors de la Seconde Guerre mondiale (1939-1945), pour « services rendus comme volontaire au service des Nations Unies pour la grande cause de la Liberté »[précision nécessaire].
Les années qui suivent la Seconde Guerre mondiale sont prolifiques : Joseph Pinchon travaille pour les parutions Fanfan la Tulipe (« Rendez-vous avec les grandes fauves », 1941-1942), Fillette, puis Wrill et Cap’taine Sabord aux éditions Gordinne entre 1945 et 1949. Il invente à cette fin les personnages de Gilles du Maquis, Gringalou, Olive et Bengali, Suzel la petite Alsacienne. Dès la fin du conflit, en 1946, et jusqu’en 1949, l’artiste produit pour Le Petit Canard, supplément du journal Bonjour Dimanche créé par son ami Jean Nohain. De 1946 à 1947, il invente les personnages de Patounet, Giboulard et Cie, l’oncle Tontaine, ou encore Babylas pour le supplément de France-Soir, France-Soir Jeudi,, mais aussi pour Âmes Vaillantes entre 1948 et 1949, ainsi que pour Lisette en 1950. Le général Dassault écrit à cette période à André Morice, Secrétaire d’Etat à l’Enseignement Technique, à la Jeunesse et aux Sports, pour que Pinchon soit promu officier de la Légion d’Honneur pour le motif suivant : « Les productions artistiques et journalistiques de M. Pinchon à l’intention de la jeunesse rattachent sa candidature à votre Département. Elles ont été et continuent à être particulièrement appréciées. ». Cette distinction lui est accordée officiellement le 4 mars 1950.

### Des productions pour l'Angleterre et la Norvège
Par ailleurs, Joseph Pinchon produit aussi pour l’étranger notamment à partir de 1924, lorsqu’il illustre pour le journal La France édité en Angleterre par les éditions Evans Brothers (Londres) et diffusé dans les établissements scolaires anglais. L’objectif de cette collaboration était de faciliter l’apprentissage de la langue française et de faire aimer la France à la jeunesse anglaise. L’artiste a réalisé entre autres des « Illustrations pour le vocabulaire français » sous forme de « grands tableaux muraux » ; mais aussi une « présentation de tous les chefs-d’œuvre classiques de la littérature française par l’image » ; ainsi que des « illustrations des Fêtes, Jeux, Sports et Traditions des Provinces de France (Folklore) ». À ceci, s’ajoute l’« illustration de la vie des grands hommes de France : littérateurs, savants, hommes politiques, artistes, explorateurs, etc. ». Toujours dans cette idée d’enseigner à la jeunesse anglaise, il « a illustré plusieurs manuels pour la diffusion de la Langue française en Angleterre (Harrap’s Modern Language Séries – Editor Mansion) dont « Nouveaux Pas en Français » par Chapus et Alderman de l’Ecole de Filles de Newton et Danills, examinateur aux Universités du Nord ».[pertinence contestée]
Continuant à produire pour l’étranger, Joseph Pinchon travaille pour la Norvège à l’illustration d’une « méthode très complète de l’Enseignement du Dessin en 10 fascicules destinés à la Jeunesse des Ecoles », avec le professeur Jean Hartmann,.
Au début des années 1930, l’illustrateur réalise L’Amérique du Sud, un carton de tapisserie pour la manufacture des Gobelins, qu’il expose au Salon des Beaux-Arts. Deux autres cartons suivent en 1932 et en 1950, L’Europe et La Chasse.

### Vie privée
Joseph Pinchon épouse Suzanne Armande Würtz le 9 mars 1920 ; c'était la fiancée de son frère Jean Michel Stanislas, décédé au combat en 1916 ; aucun enfant n'est issu de cette union.
Joseph Pinchon est un passionné de vénerie, nombre de ses créations picturales représentent la chasse, des chevaux, des chiens de chasse. Ainsi, il est membre d’un équipage de chasse à courre et en 1935, il encourage la fondation du musée de la vénerie à Senlis auquel il fait don de quelques-uns de ses travaux dont le carton de la tapisserie La Chasse (1950),.
Il fait partie du Cercle des Mortigny, fondé par Dimitri d'Osnobichine, en 1908, qui regroupe de nombreux artistes et habitués de la vie parisienne : Bernard Boutet de Monvel, Pierre Brissaud, Georges Villa, Guy Arnoux, Joë Hamman, Lucien-Victor Guirand de Scevola, Paul Poiret, André Warnod, Pierre Troisgros, Jean Routier, Henri Callot, Pierre Falize, Pierre Prunier, cercle qui fonctionne jusque dans les années 1950.

## Postérité

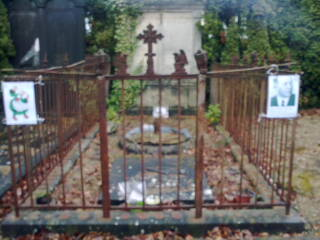
Sépulture.

En mars 2017 est publiée une bande dessinée de huit pages, scénarisée et dessinée par David Périmony dans le premier numéro de la revue de bande dessinée picarde Pierre Papier Chicon. Ce récit raconte les origines fantasmées de Bécassine mettant en scène Joseph Pinchon dans la ville d'Amiens en 1905.
En mars 2024 un ouvrage sur les œuvres de J.P. Pinchon est paru, rédigé par Rémi Duvert, édité par l'Association AHPC (Art, Histoire et Patrimoine de Clairoix), intitulé "J.P. Pinchon par l'image", 136 pages en couleur et près de 900 illustrations commentées.

## Œuvres
Pour une liste plus complète et détaillée des œuvres de J.P.Pinchon, on peut consulter le site https://www.pinchon-illustrateur.info/

### Albums
- La Petite Colonelle de G. Trémisot. Delagrave, 1905
- Le Mystère du manoir adapté de l'anglais par H. De Fonseca. Delagrave, 1907
- La Guerre des Fées de G. de Cordier. Delagrave, 1909
- Les Aventures de Fiammiferino de Luigi Bazzini. Histoire d’un pantin en allumette au Japon, Delagrave, 1912[26].
- Les Aventures de maître Renard de G. de Cordier. Delagrave, 1925
- La Petite Princesse des neiges de Thecla de Mommerot. Delagrave, 1932
- Bécassine, textes de Caumery (Maurice Languereau), édité par Gautier-Languereau à partir du no 4 :

1. L'Enfance de Bécassine, 1913.
2. Bécassine pendant la guerre, 1916.
3. Bécassine chez les alliés, 1917 (Édouard Zier participe au dessin).
4. Bécassine mobilisée, 1918 (id.)
5. Bécassine en apprentissage, 1919.
6. Bécassine chez les Turcs, 1919.
7. Les Cent Métiers de Bécassine, 1920.
8. Bécassine voyage, 1921.
9. Bécassine nourrice, 1922.
10. Bécassine alpiniste, 1923.
11. Les Bonnes Idées de Bécassine, 1924.
12. Bécassine au Pays Basque, 1925.
13. Bécassine, son oncle et leurs amis, 1926.
14. L'Automobile de Bécassine, 1927.
15. Bécassine au pensionnat, 1928.
16. Bécassine maitresse d'école, 1929.
17. Bécassine en aéroplane, 1930.
18. Bécassine fait du scoutisme, 1931.
19. Bécassine aux bains de mer, 1932.
20. Bécassine dans la neige, 1933.
21. Bécassine prend des pensionnaires, 1934.
22. Bécassine à Clocher-les-Bécasses, 1935.
23. Bécassine en croisière, 1936.
24. Bécassine cherche un emploi, 1937.
25. Les Mésaventures de Bécassine, 1938.
26. Bécassine en roulotte, 1939.
27. Bécassine au studio, 1992.

Hors série :
1. Alphabet de Bécassine, 1921 (réédition augmentée Bécassine maîtresse d'école, 1927).
2. Les Chansons de Bécassine, 1927.

- Frimousset, scénario de Jean Nohain dit Jaboune, édité par Ferenczi à partir du numéro 3 :

1. Les Premières Aventures de Frimousset, sans éditeur, 1923 (réédité en 1924 par La Maison de Jeunesse et en 1925 par Larousse sous le titre Frimousset chez tante Amelonde).
2. Frimousset au collège, La Maison de Jeunesse, 1924.
3. Frimousset dans sa maison, 1927.
4. Frimousset hôtelier, 1928.
5. Frimousset dans sa péniche, 1929.
6. Frimousset milliardaire, 1930.
7. Frimousset fait du camping, 1931.
8. Frimousset directeur des grands magasins Amelonde, 1932.
9. Frimousset directeur de jardin zoologique, 1933.
10. Frimousset militaire, 1936.

- Grassouillet, scénario de Jaboune, Ferenczi :

1. Grassouillet chez l'oncle Amelonde, 1928.
2. Grassouillet prend le train, 1928.
3. Grassouillet pêche à la ligne, 1928.
4. Grassouillet devient chasseur, 1929.
5. Grassouillet au bord de la mer, 1932.
6. Grassouillet chez Amulette, 1934.

- La Famille Amulette, scénario de Jaboune :

1. La Famille Amulette à l'institution de Tamanoir, Plon, 1930.
2. Amulette de Filaplume, Berger-Levrault, 1932.

- Varia :
  - Histoires en images pour enfants sages, collectif publicitaire pour Blédina, 1933.
  - Délurette et Papaver, Chagor, pendant la Seconde Guerre mondiale.
  - Gai, gai, amusons-nous, collectif, SPE, 1940.
  - Plaisirs d'été, collectif, SPE, 1942.
  - L'Oncle Tontaine, Chagor, sans date.
  - Patounet, Giboulard & Cie, Chagor, sans date.
  - Gilles du maquis, scénario de Cloval (Cl. Vallele), Chagor, sans date.
- Olive et Bengali, scénario de A. De Montgon, Chagor, sans date :

1. Olive et Bengali, 1946.
2. Olive et Bengali font le tour de France.
3. Olive et Bengali au pays des légendes.

- Suzel, scénario de Raunay, sans date :

1. Suzel et la petite alsacienne, Chagor.
2. Suzel et le dragon vert, Sirec (réédité par Edicolor).

- Gringalou, scénario de Jean Noé, Chagor, sans date :

1. Les Aventures de Gringalou, 1946.
2. Gringalou en Algérie, 1948.
3. Gringalou chez les brigands ; L'Opale synthétique.

### Illustration d'ouvrages
- Rodenbach, Georges. L’Arbre, Paris, P. Ollendorf, 1899 ;
- Gauthier-Villars Henri, Trémisot Georges. L’Automobile enchantée, Paris, C. Delagrave, 1903 ;
- Chemilly. Aventures d’un vieux professeur, Le premier remords, conte de Noël, Paris, C. Delagrave, 1904 ;
- Chemilly. Monsieur, Madame Pomponnet et leurs enfants, histoire tragique, Paris, C. Delagrave, 1904 ;
- Le Cordier, G. Le Malgache alimentaire, Paris, C. Delagrave, 1904 ;
- Trémisot, Georges. La petite colonelle, Paris, C. Delagrave, 1905 ;
- Fonseca, H. de. Le mystère du manoir, Paris, C. Delagrave, 1905 ;
- Mommerot, Thécla de. La Petite princesse des neiges, Paris, C. Delagrave, 1907 ;
- Pellat, Solange. Histoire d’une famille de cerfs, Paris, C. Delagrave, 1908 ;
- La Nézière, R. de la et Pinchon R. Contes drolatiques en images. La Commission du grenadier, M. Placide Lion, Le Merveilleux cosaque, Le Vidame de Pomparzac, Une Partie de ballon, Paris, C. Delagrave, 1908 ;
- Le Cordier, Georges. La Guerre des fées, Paris, C. Delagrave, 1909 ;
- Le Cordier, Georges. Les aventures de Maître Renard, Paris, C. Delagrave, 1911 ;
- Bazzini, Luigi. Les Aventures de Fiammiferino, Paris, C. Delagrave, 1912 ;
- Rivière, Jacqueline. Le hameau du trésor perdu, 1925 ;
- Lily Jean-Javal, Bricolin ou les sept métiers, Paris, Librairie Geldage, 1925, 222 p.
- Les Provinces de France illustrées et leurs divisions départementales, Paris, E. Blondel La Rougery, 1927 ;
- Hénocque, abbé Jules. Histoire Sainte illustrée, Paris, E. Blondel La Rougery, 1934 ;
- M. M. d’Armagnac, Les Passagers de l’Océanic, Paris, Librairie Geldage, 1934, 222 p.
- Les Quatre saisons des Benjamins, t. 1 présenté par Jean Nohain, Paris, Bias, 1936 ;
- Lenotre, Thérèse. Vicor Hugo enfant, Paris, Grasset, 1937, 189 p. ;
- Larive André, Les Laval aux Indes, Londres, Éditions Thomas Nelson and Sons, 1938.
- Montgon, Adhémar de. Robert-Houdin, Paris, Hachette, collection « Bibliothèque verte », 1939, 192 p.;
- Joly, Marcel. Petits épisodes de la grande semaine, notes journalières, Paris, M. Brenner et Cie, 1944 ;
- Montgon, Adhémar de. C’étaient de hardis français, Paris, Société d’Editions Modernes Parisiennes, 1945 (Cadet, 2) ;
- Vialar, Paul. La Grande Meute, Paris, Ariane, 1947 ;
- L’épanouissement du monde, textes établis sous la direction de A. Perpillou, préface d’A. Maurois, Paris, E. Blondel La Rougery, 1948 ;
- Lenotre, Thérèse. Le Tambour d’Austerlitz, Paris, Fleurus, Gautier-Languereau, 1954 (Jean-François).127 p.
- Pinchon, Joseph Porphyre. Ferdinand le Gourmand, Paris, H. Laurens, s. d. (L’Arc en ciel des vilains défauts).

### Carton de tapisserie
- L’Amérique du Sud, 1930-1933, manufacture des Gobelins, Laine et soie.
- L'Europe, 1932.
- La Chasse, 1950.